# Vlag van Geertruidenberg

Vlag van Geertruidenberg (sinds 1998)

De vlag van Geertruidenberg werd op 9 juli 1998 per raadsbesluit door de Noord-Brabantse gemeente Geertruidenberg aangenomen als de gemeentelijke vlag. De vlag is afgeleid van het gemeentewapen en van de vlaggen van de voormalige gemeente Geertruidenberg en de gemeente Raamsdonk, die waren samengevoegd. De beschrijving van de vlag luidt als volgt:
Een rechthoekige rode vlag, waarvan de hoogte zich verhoudt tot de lengte als 2 : 3 en voorzien van vier banen van boven naar beneden in geel, zwart, wit en groen, waarvan de hoogte zich verhoudt als 2:1:1:2, met over het geheel een rode klimmende leeuw, waarvan de hoogte gelijk is aan 4/5 van de vlaghoogte.
De kleuren geel, zwart en rood zijn afkomstig van de oude vlag van Geertruidenberg, de leeuw van het gemeentewapen, de kleuren groen wit en zwart refereren aan de vlag van Raamsdonk. De leeuw is wit omlijnd om hem beter te doen uitkomen tegen de donkere banen op de vlag.
De vlag kwam tot stand naar het ontwerp van Willem van Ham, ingediend namens de Noordbrabantse Commissie voor Wapen- en Vlaggenkunde.

## Eerste vlag van Geertruidenberg

Vlag van Geertruidenberg (1952 - 1998)

De eerste vlag werd door de gemeenteraad aangenomen op 30 juni 1952. Deze had drie banen in geel, zwart en rood, met een hoogteverhouding van 7:2:7. De kleuren van de vlag waren afgeleid van die van het gemeentewapen.

## Verwante symbolen

Het wapen van Geertruidenberg
De vlag van Raamsdonk

Alphen-Chaam · Altena · Asten · Baarle-Nassau · Bergeijk · Bergen op Zoom · Bernheze · Best · Bladel · Boekel · Boxtel · Breda · Cranendonck · Deurne · Dongen · Drimmelen · Eersel · Eindhoven · Etten-Leur · Geertruidenberg · Geldrop-Mierlo · Gemert-Bakel · Gilze en Rijen · Goirle · Halderberge · Heeze-Leende · Helmond · 's-Hertogenbosch · Heusden · Hilvarenbeek · Laarbeek · Land van Cuijk · Loon op Zand · Maashorst · Meierijstad · Moerdijk · Nuenen, Gerwen en Nederwetten · Oirschot · Oisterwijk · Oosterhout · Oss · Reusel-De Mierden · Roosendaal · Rucphen · Sint-Michielsgestel · Someren · Son en Breugel · Steenbergen · Tilburg · Valkenswaard · Veldhoven · Vught · Waalre · Waalwijk · Woensdrecht · Zundert